# Liste von Sprengstoffanschlägen im Jahr 1987
Die Liste von Sprengstoffanschlägen im Jahr 1987 erfasst Anschläge mit Sprengladungen und anderen Spreng- und Brandvorrichtungen gegen Einrichtungen und Ansammlungen von Menschen, die im Jahr 1987 passierten. Zu den Formen zählen unter anderem Auto- und Rucksackbomben. Siehe auch Liste von Anschlägen auf Verkehrsflugzeuge.

## Liste
| Datum         | Ereignis                                                             | Ort               | Staat                  | Tote | Verletzte | Anmerkung, Quellen                                                    |
| ------------- | -------------------------------------------------------------------- | ----------------- | ---------------------- | ---- | --------- | --------------------------------------------------------------------- |
| 13. Jan. 1987 | Anschlag mit Brandbombe auf Passagierbus                             | Barranquilla      | Kolumbien              | 13   | 37        | [ 1 ]                                                                 |
| 13. Jan. 1987 | Anschlag mit Schusswaffen und Granaten                               | Manila            | Philippinen            | 7    | 50        | [ 2 ]                                                                 |
| 18. Jan. 1987 | Sprengstoffanschlag auf Bus                                          | Colombo           | Sri Lanka              | 7    | 50        | [ 3 ]                                                                 |
| 26. Jan. 1987 | Anschlag mit Autobombe auf Militärkonvoi                             | Saragossa         | Spanien                | 3    | 36        | [ 4 ]                                                                 |
| 9. Feb. 1987  | Anschlag mit Autobombe auf schiitisches Wohnviertel                  | Beirut            | Libanon                | 80   | 15        | [ 5 ]                                                                 |
| 19. Feb. 1987 | Anschlag mit Autobombe auf Lastwagen                                 | nahe Peschawar    | Pakistan               | 9    | 61        | [ 6 ]                                                                 |
| 23. Feb. 1987 | Anschlag mit Autobombe auf Wassertank                                | Colombo           | Sri Lanka              | 60   | 0         | [ 7 ]                                                                 |
| 24. Feb. 1987 | Granatenangriff auf Auditorium                                       | Zamboanga del Sur | Philippinen            | 9    | 58        | [ 8 ]                                                                 |
| 13. März 1987 | Sprengstoffanschlag auf Militärakademie                              | Manila            | Philippinen            | 4    | 38        | [ 9 ]                                                                 |
| 15. März 1987 | Sprengstoffanschlag auf Militärakademie                              | Chennai           | Indien                 | 32   | 200       | [ 10 ]                                                                |
| 23. März 1987 | Anschlag mit Autobombe auf britischen Militärstützpunkt              | Rheindahlen       | Deutschland            | 0    | 31        | [ 11 ]                                                                |
| 27. März 1987 | Anschlag mit Autobombe auf Zivilisten                                | Barcelona         | Spanien                | 1    | 15        | [ 12 ]                                                                |
| 31. März 1987 | Anschlag mit Schusswaffen, Mörsern und Raketen auf Militärstützpunkt | Chalatenango      | El Salvador            | 70   | 130       | [ 13 ]                                                                |
| 8. Apr. 1987  | Sprengstoffanschlag auf Fahrzeug                                     | Gaborone          | Botswana               | 3    | 4         | [ 14 ]                                                                |
| 9. Apr. 1987  | Sprengstoffanschlag auf Markt                                        | Rawalpindi        | Pakistan               | 8    | 40        | [ 15 ]                                                                |
| 19. Apr. 1987 | Sprengstoffanschläge auf Militärfahrzeuge                            | Huancavelica      | Peru                   | 164  | 3         | [ 16 ] [ 17 ] [ 18 ] [ 19 ] [ 20 ] [ 21 ] [ 22 ] [ 23 ] [ 24 ] [ 25 ] |
| 21. Apr. 1987 | Anschlag mit Autobombe auf Busbahnhof                                | Colombo           | Sri Lanka              | 106  | 295       | [ 26 ]                                                                |
| 25. Apr. 1987 | Sprengstoffanschlag auf US-Militärbus                                | Athen             | Griechenland           | 0    | 18        | [ 27 ]                                                                |
| 1. Mai 1987   | Anschlag mit Schusswaffen und Raketen auf Militärstützpunkt          | Morazán           | El Salvador            | 18   | 28        | [ 28 ]                                                                |
| 9. Mai 1987   | Sprengstoffanschlag auf Resort                                       | Nord-Libanon      | Libanon                | 1    | 34        | [ 29 ]                                                                |
| 14. Mai 1987  | Sprengstoffanschlag auf Bushaltestelle                               | Peschawar         | Pakistan               | 7    | 32        | [ 30 ]                                                                |
| 2. Juni 1987  | Sprengstoffanschlag auf Kino                                         | Jalandhar         | Indien                 | 4    | 30        | [ 31 ]                                                                |
| 2. Juni 1987  | Sprengstoffanschlag auf Markt                                        | Rawalpindi        | Pakistan               | 0    | 27        | [ 32 ]                                                                |
| 4. Juni 1987  | Sprengstoffanschlag auf Kino                                         | Peschawar         | Pakistan               | 3    | 25        | [ 33 ]                                                                |
| 19. Juni 1987 | Anschlag mit Autobombe auf Einkaufszentrum                           | Barcelona         | Spanien                | 21   | 45        | [ 34 ]                                                                |
| 5. Juli 1987  | Sprengstoffanschlag auf Bahnhof                                      | Lahore            | Pakistan               | 5    | 50        | [ 35 ]                                                                |
| 6. Juli 1987  | Anschlag mit Autobombe auf Militärschule                             | Nelliady          | Sri Lanka              | 27   | 20        | [ 36 ]                                                                |
| 14. Juli 1987 | Anschlag mit Autobombe auf Bushaltestelle                            | Karatschi         | Pakistan               | 75   | 300       | [ 37 ]                                                                |
| 14. Juli 1987 | Sprengstoffanschlag                                                  | Tripoli           | Libanon                | 6    | 40        | [ 38 ]                                                                |
| 16. Juli 1987 | Anschlag mit Schusswaffen, Mörser und Raketen auf Militäranlage      | Jinotega          | Nicaragua              | 25   | 0         | [ 39 ]                                                                |
| 30. Juli 1987 | Anschlag mit Autobombe auf Militärkaserne                            | Johannesburg      | Südafrika              | 1    | 68        | [ 40 ] [ 41 ]                                                         |
| 7. Aug. 1987  | Sprengstoffanschlag auf Geschäft                                     | Karatschi         | Pakistan               | 1    | 27        | [ 42 ]                                                                |
| 8. Aug. 1987  | Sprengstoffanschlag auf Teeladen                                     | Peschawar         | Pakistan               | 2    | 36        | [ 43 ]                                                                |
| 10. Aug. 1987 | Sprengstoffanschlag auf Bushaltestelle                               | Islamabad         | Pakistan               | 5    | 35        | [ 44 ]                                                                |
| 11. Aug. 1987 | Sprengstoffanschlag auf Bushaltestelle                               | Mardan            | Pakistan               | 7    | 45        | [ 45 ]                                                                |
| 18. Aug. 1987 | Anschlag mit Schusswaffen und Granaten auf Dorf                      | Diyarbakır        | Türkei                 | 26   | 30        | [ 46 ]                                                                |
| 29. Aug. 1987 | Sprengstoffanschlag auf Bus                                          | Tripoli           | Libanon                | 5    | 22        | [ 47 ]                                                                |
| 9. Sep. 1987  | Sprengstoffanschlag auf ABS-Geschäft                                 | Tripoli           | Libanon                | 2    | 30        | [ 48 ]                                                                |
| 10. Sep. 1987 | Sprengstoffanschlag auf Markt                                        | Lahore            | Pakistan               | 2    | 25        | [ 49 ]                                                                |
| 13. Okt. 1987 | Anschlag mit Autobombe auf Einkaufszentrum                           | Harare            | Simbabwe               | 0    | 18        | [ 50 ]                                                                |
| 13. Okt. 1987 | Anschlag mit Landmine auf indischen Militärkonvoi                    | Jaffna            | Sri Lanka              | 20   | 0         | [ 51 ]                                                                |
| 30. Okt. 1987 | Sprengstoffanschlag auf Regierungsgebäude                            | Barishal          | Bangladesch            | 20   | 0         | [ 52 ]                                                                |
| 1. Nov. 1987  | Sprengstoffanschlag auf das Polizeipräsidium                         | Oslo              | Norwegen               | 1    | 6         | [ 53 ]                                                                |
| 8. Nov. 1987  | Anschlag mit Zeitbombe auf Soldaten und Zivilisten                   | Enniskillen       | Vereinigtes Königreich | 12   | 63        | [ 54 ]                                                                |
| 9. Nov. 1987  | Sprengstoffanschlag auf Polizeistation                               | Colombo           | Sri Lanka              | 32   | 106       | [ 55 ]                                                                |
| 11. Nov. 1987 | Selbstmordattentat auf den Flughafen Beirut                          | Beirut            | Libanon                | 5    | 70        | [ 56 ]                                                                |
| 12. Nov. 1987 | Anschlag mit Landmine auf Bus                                        | Vavuniya          | Sri Lanka              | 25   | 0         | [ 57 ]                                                                |
| 14. Nov. 1987 | Selbstmordattentat auf Krankenhaus                                   | Beirut            | Libanon                | 7    | 31        | [ 58 ]                                                                |
| 20. Nov. 1987 | Anschlag mit Schusswaffen und Raketen auf Dorf                       | León              | Nicaragua              | 8    | 30        | [ 59 ]                                                                |
| 23. Nov. 1987 | Anschlag mit Schusswaffen und Mörsern auf Farm                       | Río San Juan      | Nicaragua              | 11   | 29        | [ 60 ]                                                                |
| 27. Nov. 1987 | Sprengstoffanschlag auf Markt                                        | Peschawar         | Pakistan               | 0    | 20        | [ 61 ]                                                                |
| 11. Dez. 1987 | Anschlag mit Autobombe auf Guardia-Civil-Kaserne                     | Saragossa         | Spanien                | 11   | 88        | [ 62 ]                                                                |
| 26. Dez. 1987 | Anschlag mit Autobombe auf Markt                                     | Islamabad         | Pakistan               | 1    | 40        | [ 63 ]                                                                |
| 27. Dez. 1987 | Granatenangriff auf Bar                                              | Barcelona         | Spanien                | 1    | 9         | [ 64 ] [ 65 ]                                                         |
| 31. Dez. 1987 | Sprengstoffanschlag auf Hotel                                        | Kandy             | Sri Lanka              | 4    | 60        | [ 66 ]                                                                |